# Ennemond Bonnard
Pour les articles homonymes, voir Bonnard.
 (février 2019).
Si vous disposez d'ouvrages ou d'articles de référence ou si vous connaissez des sites web de qualité traitant du thème abordé ici, merci de compléter l'article en donnant les références utiles à sa vérifiabilité et en les liant à la section « Notes et références ».
Ennemond Bonnard, né le 30 septembre 1756 à Saint-Symphorien-d'Ozon (Rhône), mort le 15 janvier 1819 à Tours (Indre-et-Loire), est un général français de la Révolution et de l’Empire.

## Biographie
Ennemond Bonnard naît le 30 septembre 1756 à Saint-Symphorien-d'Ozon, en région lyonnaise, et est baptisé le 2 octobre suivant. Il est le fils de François Bonnard et de Jeanne Capatet.

### États de service
Il entre au service le 29 mars 1774, dans le régiment d'artillerie d'Auxonne, et y est fait sergent le 4 septembre 1782. Bientôt après ce régiment fait partie des troupes envoyées par le gouvernement français au secours de la république naissante des États-Unis.
La paix de 1783 ramène ces troupes en Europe. Bonnard fait partie d'un détachement d'artilleurs envoyés à Naples comme instructeurs en 1787.
La Révolution française le fait revenir en France. Il rejoint son régiment en 1791, et y devient sergent-major le 18 mai 1792, lieutenant au choix le 11 septembre suivant, puis adjudant-major au rang de capitaine le 15 février 1798.
Il a fait, dans ces différents grades, les campagnes de 1792 et de 1793, lorsqu'il est promu au grade de chef de bataillon au 2e régiment d'artillerie, le 3 ventôse an II. Il prend alors la direction du grand parc d'artillerie réuni à Guise. Élevé au grade de général de brigade le 24 prairial suivant (12 juin 1794), il commande l'artillerie au siège de Charleroi, et rend de grands services à la bataille de Fleurus.
Nommé commandant de l'artillerie du corps chargé de reprendre sur l'ennemi les places de Landrecies, du Quesnoy, de Valenciennes et de Condé, il reçoit l'ordre, après la prise de ces places, de rejoindre l'armée de Sambre-et-Meuse. Il commande l'artillerie de l'aile droite à la bataille de Sprimont et à la bataille de Düren sur la Roer. C'est lui qui dirige l'artillerie à l'attaque du fort de Wick, lors du Siège de Maastricht. Le 23 brumaire an III (13 novembre 1794), il est promu général de division.
La campagne de l'an III devait s'ouvrir par le passage du Rhin ; le général Bonnard reçoit l'ordre de tout préparer pour cette importante opération. C'est la division de Kléber qui doit tenter ce passage. On manque d'artillerie et de tout ce qui est nécessaire pour l'effectuer. Bonnard pourvoit à tout ; les ponts de Düsseldorf et d'Uerdingen se trouvent parfaitement préparés ; le Rhin est franchi.
En l'an IV, il est mis à la tête d'une division d'infanterie avec laquelle il investit la forteresse d'Ehrenbreitstein et observe la basse Lahn.
En messidor de la même année, il a le commandement de la réserve de l'armée de Sambre-et-Meuse, dont, la division qu'il commandait précédemment fait partie. Il prend position à Hachenburg le 15, passe la Lahn le 20, la Nidda le 23, et marche sur Francfort. Le mois suivant, sa division est attachée au corps de Marceau, qui doit investir Mayence, observer la garnison de Mannheim et bloquer les forteresses d'Ehrenbreitstein et de Königstein. Après la paix de l'an V, il est nommé au commandement des place et province de Luxembourg, et quelques mois plus tard, à celui de la Belgique.
En l'an VII, il vient commander la 2e division militaire, qu'on lui accorde pour raison de santé ; mais il la quitte bientôt pour la 24e (Belgique). Il parvient à faire disparaître les divisions qui agitent ce pays, à calmer, à réunir tous les partis ; et ce n'est pas une des moindres obligations qu'on lui doit. En l'an VIII, on adjoint à son commandement les 25e et 26e divisions militaires où se concentrent les forces qui forment la gauche de l'armée gallo-batave. La paix le rend à sa 24e division militaire, qu'il garde jusqu'en l'an X.

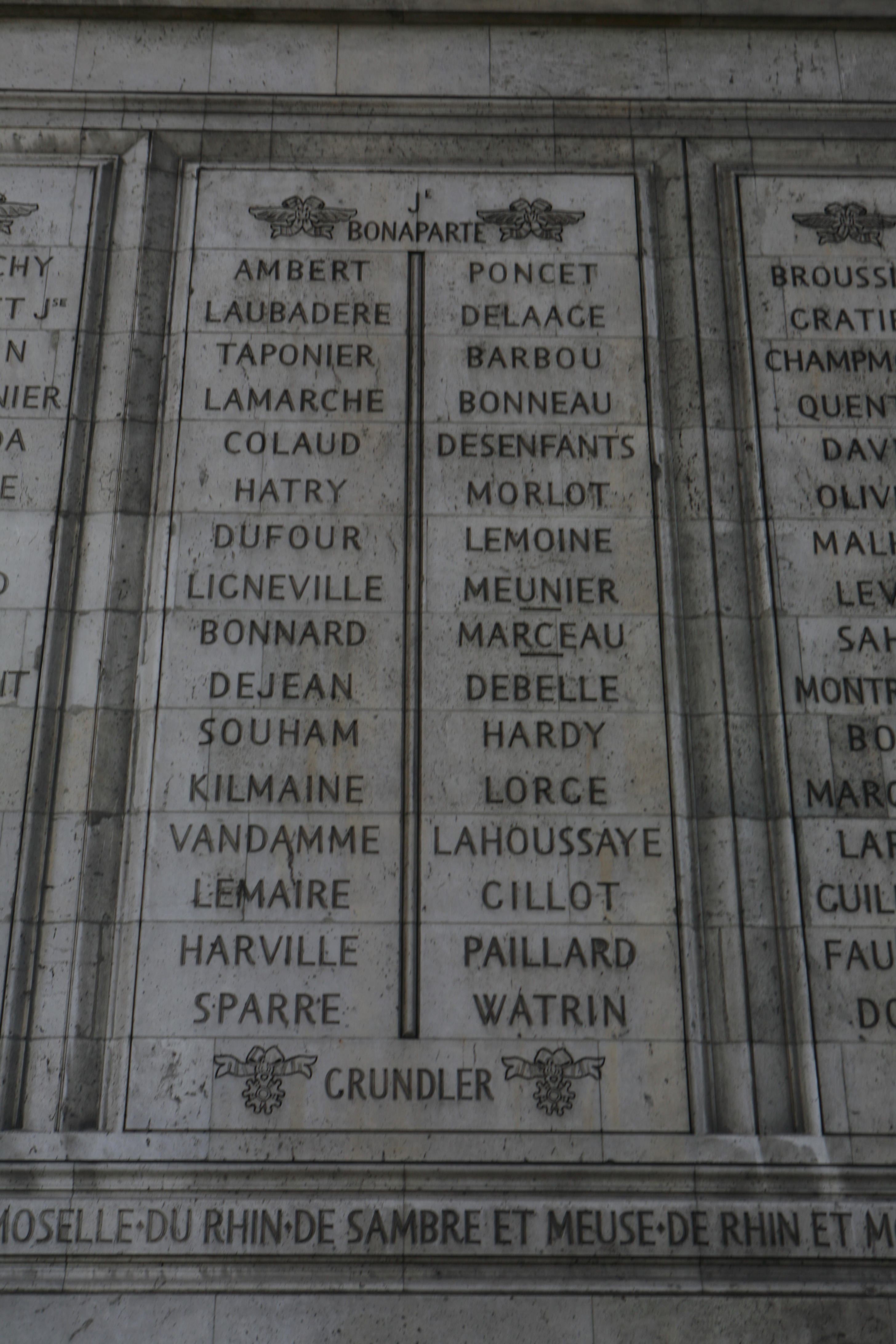
Noms gravés sous l'arc de triomphe de l'Étoile : pilier Nord, 5e et 6e colonnes.

Pendant une partie de cette même année et pendant toute l'année suivante, il remplit les fonctions d'inspecteur général d'infanterie dans la 18e division militaire (Paris). En l'an XII, le premier Consul le fait membre de la Légion d'honneur le 19 frimaire, commandant de l'Ordre le 20 prairial, et lui confie le commandement de la 22e division militaire, qu'il conserve jusqu'au 1er octobre 1814, époque à laquelle Louis XVIII l'admet à la retraite. La croix de Saint-Louis lui a été donnée le 27 septembre précédent.
Il meurt le 15 janvier 1819 à Tours, en son domicile de la rue Rabelais. Son nom est inscrit sur l'arc de triomphe de l'Étoile, côté nord.